# Homonacna
Homonacna is een geslacht van vlinders van de familie Uilen (Noctuidae), uit de onderfamilie Cuculliinae.

## Soorten
- H. alpnista Fletcher D. S., 1961
- H. cadoreli (Viette, 1968)
- H. duberneti (Viette, 1968)
- H. zebrina (Viette, 1968)